# A Real Madrid CF 2010–2011-es szezonja
A Real Madrid CF 2010–2011-es szezonja a csapat 107. idénye volt fennállása óta, sorozatban a 80. a spanyol első osztályban. A szezon 2010. július 1-jén kezdődött és 2011. június 30-án ért véget.

## Mezek
Gyártó: Adidas/
mezszponzor: bwin
| Hazai |  | Vendék |  | Harmadik |

## Átigazolások

### Érkezők
| Mezszám | Poz. | Nemzet   | Név               | Kor | EU | Honnan              | Szerződés megnevezése   | Átigazolási időszak | Szerződés vége | Átigazolás összege | Forrás |
| ------- | ---- | -------- | ----------------- | --- | -- | ------------------- | ----------------------- | ------------------- | -------------- | ------------------ | ------ |
| 16      | KP   | spanyol  | Sergio Canales    | 19  | EU | Racing de Santander | Átigazolás              | Nyár                | 2016           | 4.5M €             |        |
| 22      | KP   | argentin | Ángel Di María    | 22  | EU | Benfica             | Átigazolás              | Nyár                | 2016           | 25M €              |        |
| 21      | KP   | spanyol  | Pedro León        | 23  | EU | Getafe              | Átigazolás              | Nyár                | 2016           | 10M €              |        |
| 24      | KP   | német    | Sami Khedira      | 23  | EU | Stuttgart           | Átigazolás              | Nyár                | 2016           | 12M €              |        |
| 2       | V    | portugál | Ricardo Carvalho  | 32  | EU | Chelsea             | Átigazolás              | Nyár                | 2012           | 8M €               |        |
| 23      | KP   | német    | Mesut Özil        | 21  | EU | Werder Bremen       | Átigazolás              | Nyár                | 2016           | 15M €              |        |
| 15      | V    | spanyol  | David Mateos      | 23  | EU | Utánpótlás rendszer | Utánpótlásból felkerült | Nyár                | 2011           | utánpótlás         |        |
| 6       | CS   | Togo     | Emmanuel Adebayor | 26  | EU | Manchester City FC  | kölcsönbe               | tél                 | 2011           | N/A                |        |

Összes kiadás: 74.5M €

### Távozók
| Mezszám | Poszt | Nemzet  | Név                  | Kor | EU | Hová              | Ár     | jegyzet |
| ------- | ----- | ------- | -------------------- | --- | -- | ----------------- | ------ | ------- |
| 21      | V     | német   | Christoph Metzelder  | 29  | EU | Schalke 04        | Ingyen |         |
| 14      | KP    | spanyol | Guti                 | 33  | EU | Beşiktaş          | Ingyen |         |
| 7       | CS    | spanyol | Raúl                 | 33  | EU | Schalke 04        | ingyen |         |
| 15      | KP    | holland | Royston Drenthe      | 23  | EU | Hércules          | N/A    |         |
| 23      | KP    | holland | Rafael van der Vaart | 27  | EU | Tottenham Hotspur | 11M €  |         |
| 6       | KP    | mali    | Mahamadou Diarra     | 29  | EU | AS Monaco         | ingyen |         |
| 15      | KP    | spanyol | David Mateos         | 23  | EU | AÉK               | N/A    |         |

Összes bevétel:  16M €

## Végeredmény
| #   | Csapat                  | M  | GY | D  | V  | G+ – G– | GK  | P                                                       | Megjegyzések                                |
| --- | ----------------------- | -- | -- | -- | -- | ------- | --- | ------------------------------------------------------- | ------------------------------------------- |
| 1.  | FC BarcelonaCV (B)      | 38 | 30 | 6  | 2  | 95–21   | +74 | 96                                                      | 2011–2012-es Bajnokok Ligája – csoportkör   |
| 2.  | Real Madrid (KGY)       | 38 | 29 | 5  | 4  | 102–33  | +69 | 92                                                      | 2011–2012-es Bajnokok Ligája – csoportkör   |
| 3.  | Valencia CF             | 38 | 21 | 8  | 9  | 64–44   | +20 | 71                                                      | 2011–2012-es Bajnokok Ligája – csoportkör   |
| 4.  | Villarreal CF           | 38 | 18 | 8  | 12 | 54–44   | +10 | 62                                                      | 2011–2012-es Bajnokok Ligája – rájátszás    |
| 5.  | Sevilla FCK             | 38 | 17 | 7  | 14 | 62–61   | +1  | 58                                                      | 2011–2012-es Európa-liga – rájátszás1       |
| 6.  | Athletic Bilbao         | 38 | 18 | 4  | 16 | 59–55   | +4  | 58                                                      | 2011–2012-es Európa-liga – rájátszás1       |
| 7.  | Atlético Madrid         | 38 | 17 | 7  | 14 | 62–53   | +9  | 58                                                      | 2011–2012-es Európa-liga – 3. selejtezőkör1 |
| 8.  | Espanyol                | 38 | 15 | 4  | 19 | 46–55   | −9  | 49 \| rowspan="10" style="background-color: #fafafa" \| |                                             |
| 9.  | Osasuna                 | 38 | 13 | 8  | 17 | 45–46   | −1  | 47                                                      |                                             |
| 10. | Sporting Gijón          | 38 | 11 | 14 | 13 | 35–42   | −7  | 47                                                      |                                             |
| 11. | Málaga CF               | 38 | 13 | 7  | 18 | 54–68   | −14 | 46                                                      |                                             |
| 12. | Racing Santander        | 38 | 12 | 10 | 16 | 41–56   | −15 | 46                                                      |                                             |
| 13. | Real Zaragoza           | 38 | 12 | 9  | 17 | 40–53   | −13 | 45                                                      |                                             |
| 14. | Real SociedadÚ          | 38 | 14 | 3  | 21 | 49–66   | −17 | 45                                                      |                                             |
| 15. | LevanteÚ                | 38 | 12 | 9  | 17 | 41–52   | −11 | 45                                                      |                                             |
| 16. | Getafe CF               | 38 | 12 | 8  | 18 | 49–60   | −11 | 44                                                      |                                             |
| 17. | RCD Mallorca            | 38 | 12 | 8  | 18 | 41–56   | −15 | 44                                                      |                                             |
| 18. | Deportivo La Coruña (K) | 38 | 10 | 13 | 15 | 31–47   | −16 | 43                                                      | Segunda División                            |
| 19. | HérculesÚ (K)           | 38 | 9  | 8  | 21 | 36–60   | −24 | 35                                                      | Segunda División                            |
| 20. | UD Almería (K)          | 38 | 6  | 12 | 20 | 36–70   | −34 | 30                                                      | Segunda División                            |

Forrás: lfp.es (spanyolul) 
A rangsorolás alapszabályai: 1. összpontszám, 2. egymás elleni eredmények összpontszáma, 3. egymás elleni eredmények gólkülönbsége, 4. egymás ellen vendégként szerzett gólok száma, 5. gólkülönbség, 6. szerzett gólok száma.
1Mivel a bajnoki ezüstérmes Real Madrid nyerte a 2010–2011-es spanyol kupát, illetve a bajnok FC Barcelona volt a finálé másik résztvevője, a bajnokság 5. és 6. helyezett csapata a 2011–2012-es Európa-liga rájátszásában, a 7. helyezett pedig a 3. selejtezőkörében indulhat.
(B): Bajnokcsapat, (K): Kieső csapat, (F): Feljutó csapat, (I): Kupainduló, (R): A rájátszás győztese, (KGY): Kupagyőztes

## La Liga
Győzelem
      Döntetlen
      Vereség
| Forduló | Ellenfél               | H/V | Eredmény |
| ------- | ---------------------- | --- | -------- |
| 1       | Mallorca               | V   | 0–0      |
| 2       | Osasuna                | H   | 1–0      |
| 3       | Real Sociedad          | V   | 1–2      |
| 4       | Espanyol               | H   | 3–0      |
| 5       | Levante                | V   | 0–0      |
| 6       | Deportivo de La Coruña | H   | 6–1      |
| 7       | Málaga                 | V   | 1–4      |
| 8       | Racing de Santander    | H   | 6–1      |
| 9       | Hércules               | V   | 1–3      |
| 10      | Atlético Madrid        | H   | 2–0      |
| 11      | Sporting Gijón         | V   | 0–1      |
| 12      | Athletic Bilbao        | H   | 5–1      |
| 13      | Barcelona              | V   | 5–0      |
| 14      | Valencia               | H   | 2–0      |
| 15      | Zaragoza               | V   | 1–3      |
| 16      | Sevilla                | H   | 1–0      |
| 17      | Getafe                 | V   | 2–3      |
| 18      | Villarreal             | H   | 4–2      |
| 19      | Almería                | H   | 1–1      |

| Forduló | Ellenfél               | H/V | Eredmény |
| ------- | ---------------------- | --- | -------- |
| 20      | Mallorca               | H   | 1–0      |
| 21      | Osasuna                | V   | 1–0      |
| 22      | Real Sociedad          | H   | 4–1      |
| 23      | Espanyol               | V   | 0–1      |
| 24      | Levante                | H   | 2–0      |
| 25      | Deportivo de La Coruña | V   | 0–0      |
| 26      | Málaga                 | H   | 7–0      |
| 27      | Racing Santander       | V   | 1–3      |
| 28      | Hércules               | H   | 2–0      |
| 29      | Atlético Madrid        | V   | 1–2      |
| 30      | Sporting Gijón         | H   | 0–1      |
| 31      | Athletic Bilbao        | V   | 0–3      |
| 32      | Barcelona              | H   | 1–1      |
| 33      | Valencia               | V   | 3–6      |
| 34      | Zaragoza               | H   | 2–3      |
| 35      | Sevillal               | V   | 2–6      |
| 36      | Getafe                 | H   | 4–0      |
| 37      | Villarreal             | V   | 1–3      |
| 38      | Almería                | H   | 8–1      |

## Spanyol Kupa

### Döntő
| 2011. április 20. 21:30 |

| Barcelona | 0–1 (h.u.)        | Real Madrid  |
| --------- | ----------------- | ------------ |
|           | (0–0) Jegyzőkönyv | Ronaldo 103' |

| Mestalla, Spanyolország Nézőszám: 55 000 Játékvezető: Alberto Undiano Mallenco |

## Bajnokok ligája

### Elődöntők
| 2011. április 27. 20:45 |

| Real Madrid | 0–2               | FC Barcelona  |
| ----------- | ----------------- | ------------- |
|             | (0–0) Jegyzőkönyv | Messi 76' 87' |

| Santiago Bernabéu, Madrid Nézőszám: 71 567 Játékvezető: Wolfgang Stark (német) |

| 2011. május 3. 20:45 |

| FC Barcelona | 1–1               | Real Madrid |
| ------------ | ----------------- | ----------- |
| Pedro 54'    | (0–0) Jegyzőkönyv | Marcelo 64' |

| Camp Nou, Barcelona Nézőszám: 95 701 Játékvezető: Frank De Bleeckere (belga) |

## Góllövőlista
| #  | Játékos           | Poszt | League | BL | Copa del Rey | Összesen |
| -- | ----------------- | ----- | ------ | -- | ------------ | -------- |
| 1  | Cristiano Ronaldo | CS    | 40     | 6  | 7            | 53       |
| 2  | Karim Benzema     | CS    | 15     | 6  | 5            | 26       |
| 3  | Gonzalo Higuaín   | CS    | 10     | 2  | 1            | 13       |
| 4  | Mesut Özil        | KP    | 6      | 1  | 3            | 10       |
| 5  | Ángel Di María    | KP    | 6      | 3  | 0            | 9        |
| 6  | Emmanuel Adebayor | CS    | 5      | 2  | 1            | 8        |
| 7  | Kaká              | KP    | 7      | 0  | 0            | 7        |
| 8  | Marcelo           | V     | 3      | 2  | 0            | 5        |
| 9  | Sergio Ramos      | V     | 3      | 0  | 1            | 4        |
| 10 | Ricardo Carvalho  | V     | 3      | 0  | 0            | 3        |
| 11 | Esteban Granero   | KP    | 1      | 0  | 1            | 2        |
| 11 | Pedro León        | KP    | 0      | 1  | 1            | 2        |
| 13 | Pepe              | V     | 1      | 0  | 0            | 1        |
| 13 | Joselu            | CS    | 1      | 0  | 0            | 1        |
| 13 | Álvaro Arbeloa    | V     | 0      | 1  | 0            | 1        |
| 13 | Xabi Alonso       | KP    | 0      | 0  | 1            | 1        |

## Külső hivatkozások
- Hivatalos weboldal